# Liste der Biografien/Eso
Liste der Biografien |
Portal Biografien |
Personensuche
# |
A |
B |
C |
D |
E |
F |
G |
H |
I |
J |
K |
L |
M |
N |
O |
P |
Q |
R |
S |
T |
U |
V |
W |
X |
Y |
Z |
?
 
Ea |
Eb |
Ec |
Ed |
Ee |
Ef |
Eg |
Eh |
Ei |
Ej |
Ek |
El |
Em |
En |
Eo |
Ep |
Eq |
Er |
Es |
Et |
Eu |
Ev |
Ew |
Ex |
Ey |
Ez
 
Esa |
Esb |
Esc |
Esd |
Ese |
Esf |
Esg |
Esh |
Esi |
Esk |
Esl |
Esm |
Esn |
Eso |
Esp |
Esq |
Esr |
Ess |
Est |
Esu |
Esw |
Esz
Die Liste der Biografien führt alle Personen auf, die in der deutschsprachigen Wikipedia einen Artikel haben. Dieses ist eine Teilliste mit 10 Einträgen von Personen, deren Namen mit den Buchstaben „Eso“ beginnt.

## Eso

### Esom
- Esom (* 1990), südkoreanische SchauspielerinEsom (* 1990)

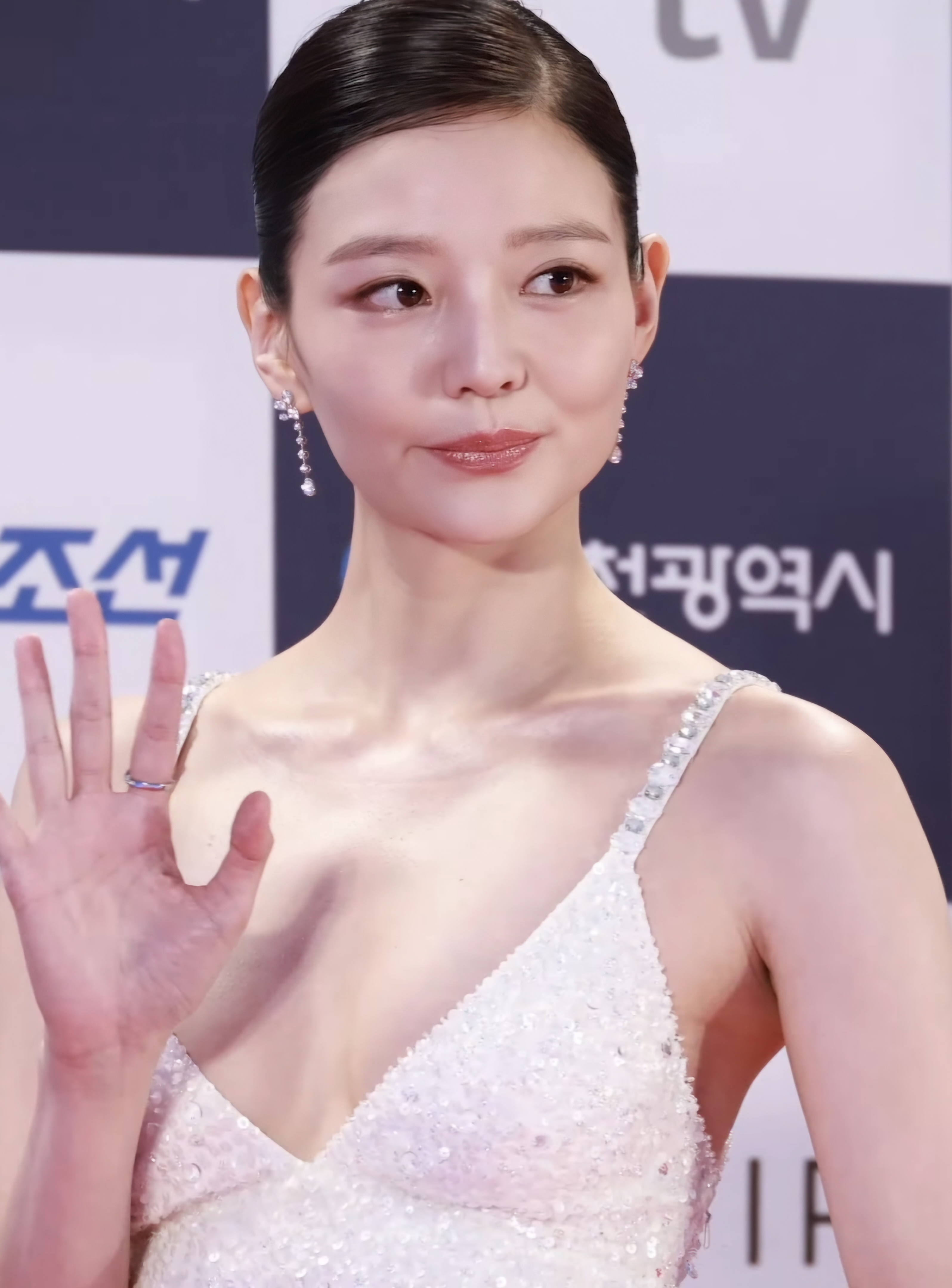
Esom (* 1990)

### Eson
- Esono Angue, Simeón Oyono (* 1967), äquatorialguineischer Politiker und Diplomat
- Esono Ayang, Juan Domingo-Beka (* 1969), äquatorialguineischer Ordensgeistlicher, römisch-katholischer Bischof von Mongomo
- Esono Ebalé, Ramón (* 1977), äquatorialguineischer Schriftsteller
- Esono, Juan Simeón (* 1982), äquatorialguineischer Fußballspieler
- Esono, Justice (* 1986), äquatorialguineischer Fußballspieler
- Esono, Teclaire Bille (1988–2010), äquatorialguineische Fußballspielerin

### Esoo
- Esoofally, Abdulally (1884–1957), indischer Filmpionier

### Esop
- Esop, Erika (1927–1999), estnische Prosaistin und Kinderbuchautorin

### Esor
- Esorto, Germiniano (1897–1978), argentinischer Geistlicher